# Dirk Reichardt

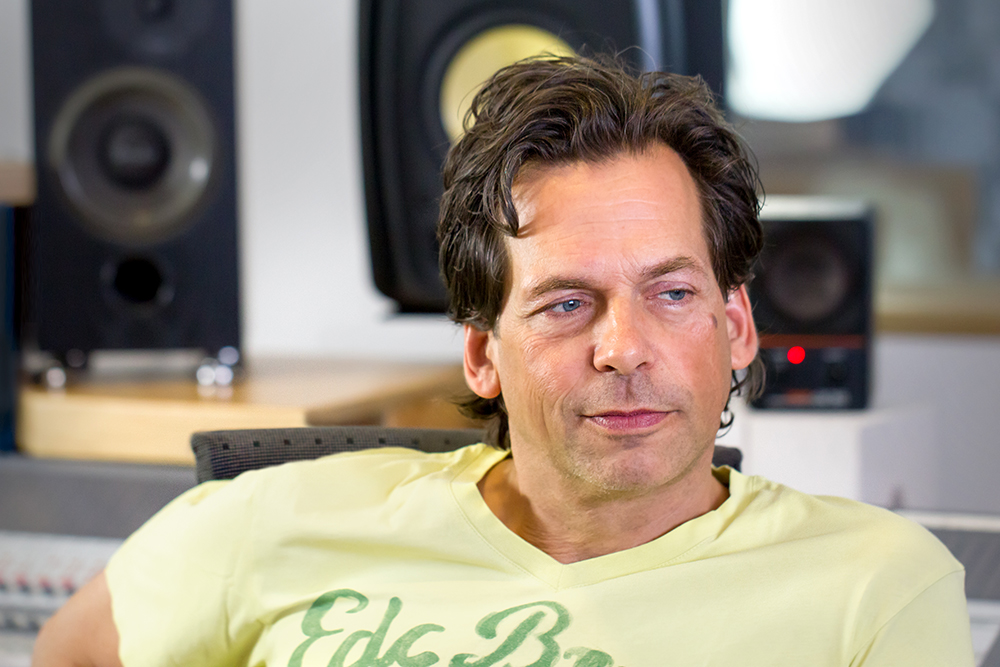
Dirk Reichardt, 2013

Dirk Reichardt (* 9. September 1964 in Oldenburg in Holstein) ist ein deutscher Komponist, Sounddesigner, Jingle-Produzent und Music Supervisor.

## Leben
Reichardt begann im Alter von sechs Jahren mit dem Klavierspiel. Nach mehrjähriger Instrumentalausbildung, autodidaktisch erlerntem Schlagzeugspiel und zahlreichen jugendlichen Bandprojekten arbeitete er zunächst als Keyboarder, Tonstudio-Assistent und dann ab 1987 als Arrangeur im Hamburger Tonstudio Studiio 33. Als Studio-Keyboarder war er zum Beispiel für Dieter Bohlen, Blue System, Bonnie Tyler, Dionne Warwick, Roy Black, Fun Factory und Nana tätig. Außerdem war Reichardt Co-Produzent für Alben von Danny Shogger und David Parker (Taco). Parallel arbeitete er als freier Produzent für Radiostationen in Deutschland und Europa. Zwischenzeitlich war er Keyboarder bei der Band Fex.
1998 gründete Reichardt die Musik-Produktionsfirma jamXmusic, mit der er mittlerweile über 150 Jingle Package-Produktionen für 75 Radiostationen in Europa und den USA produziert hat. 2004 machte Reichardt dann auch als Komponist auf sich aufmerksam. Gemeinsam mit seinen Co-Komponisten Stefan Hansen und Max Berghaus wurde er für die Filmmusik zu Erbsen auf halb 6 mit dem Deutschen Filmpreis in Gold für die beste Filmmusik ausgezeichnet.
In der Folgezeit entwickelte sich eine dauerhafte Verbindung zu Til Schweiger, für den Reichardt unter anderem die Filmmusiken zu den Filmhits Barfuss, Keinohrhasen und Zweiohrküken und Honig im Kopf beisteuerte. Der Keinohrhasen-Soundtrack erreichte als erster und bislang einziger deutscher Film-Soundtrack Platinstatus für über 200.000 verkaufte CDs in Deutschland. Zu Reichardts erfolgreichsten und populärsten Arbeiten zählen seine Klavierkompositionen A rainy day in Vancouver und Emma / Leila’s Theme.
2010 gründete Reichardt zusammen mit Til Schweiger das Record Label barefoot music für die Veröffentlichung zukünftiger Film-Soundtracks sowie den Aufbau eigener Solo-Artist-Themen. 2011 war Dirk Reichardt Jurymitglied des Deutschen Musikautorenpreises.
2014 erschien als erste Ausgabe der Reihe „Filmkomponisten im Portrait – Dirk Reichardt“ ein Songbook mit seinen erfolgreichsten Klavierkompositionen. In den Jahren 2016 bis 2019 widmete er sich seinem Hauptinstrument und veröffentlichte vier Solo-Klavieralben in der Reihe „Piano Stories“.

## Filmografie
- 2000: Jetzt oder nie – Zeit ist Geld
- 2004: Erbsen auf halb 6
- 2004: Doppelter Einsatz
- 2005: Barfuss
- 2006: Die Wolke
- 2006: Helen, Ted und Fred
- 2007: Paulas Geheimnis
- 2007: One Way
- 2007: Keinohrhasen
- 2008: Der Rote Baron
- 2008: 1 1/2 Ritter – Auf der Suche nach der hinreißenden Herzelinde
- 2009: Zweiohrküken
- 2010: Aber jetzt erst recht
- 2011: Kokowääh
- 2012: Doppelgängerin
- 2012: Kokowääh 2
- 2012: Hochzeiten
- 2013: Großstadtklein
- 2013: Keinohrhase und Zweiohrküken (auch Music Supervisor)
- 2013: Aschenbrödel und der Gestiefelte Kater (auch Music Supervisor)
- 2014: Honig im Kopf
- 2024: 80 Plus

## Auszeichnungen
- 2004: Deutscher Filmpreis in Gold für die beste Musik für Erbsen auf halb 6[3]
- 2007: Platin Award für Filmmusik Keinohrhasen[2]
- 2009: Gold Award für Filmmusik Zweiohrküken[2]
- 2011: Gold Award für Filmmusik Kokowääh